# Jon Beshay
Jonathan „Jon“ Beshay (* um 1987) ist ein US-amerikanischer Jazzmusiker (Tenor- und Sopransaxophon) des Modern Jazz.

## Leben und Wirken
Beshay erhielt in seiner Schulzeit privaten Unterricht bei Jack Wagner. Er studierte an der Michigan State University; vor dem Abschluss 2011 gewann er 2010 mit seinem Sextett den Preis des Down Beat als Outstanding Performing Group in der Gruppe der Untergraduierten. Anschließend arbeitete er in der New Yorker Jazzszene für zwei Jahre in der Band von Winard Harper, für den er auch als musikalischer Leiter fungierte. In den folgenden Jahren spielte er u. a. bei Delfeayo Marsalis in New Orleans, bei Anthony Wonsey sowie in der Fat Cat Big Band und in der Jason Marshall Bigband. 2017 legte er unter eigenem Namen das Album The Jon Beshay Trio (mit George DeLancey und Quincy Phillips) vor, auf dem er Standards wie „There Will Never Be Another You“ und „Scrapple from the Apple“ interpretiert; im selben Jahr entstanden Aufnahmen mit Gregory Generet/Richard Johnson (2 of a Kind). Gegenwärtig (2019) leitet Beshay ein Quartett, dem Davis Whitfield (Piano), George DeLancey (Bass) und Jay Sawyer (bzw. Charles Goold, Schlagzeug) angehören.